# Ethelurgus sodalis
Ethelurgus sodalis är en stekelart som först beskrevs av Ernst Ludwig Taschenberg 1865.
Ethelurgus sodalis ingår i släktet Ethelurgus och familjen brokparasitsteklar. Arten är reproducerande i Sverige. Utöver nominatformen finns också underarten Ethelurgus sodalis fuscipes.